# The Red-Headed League

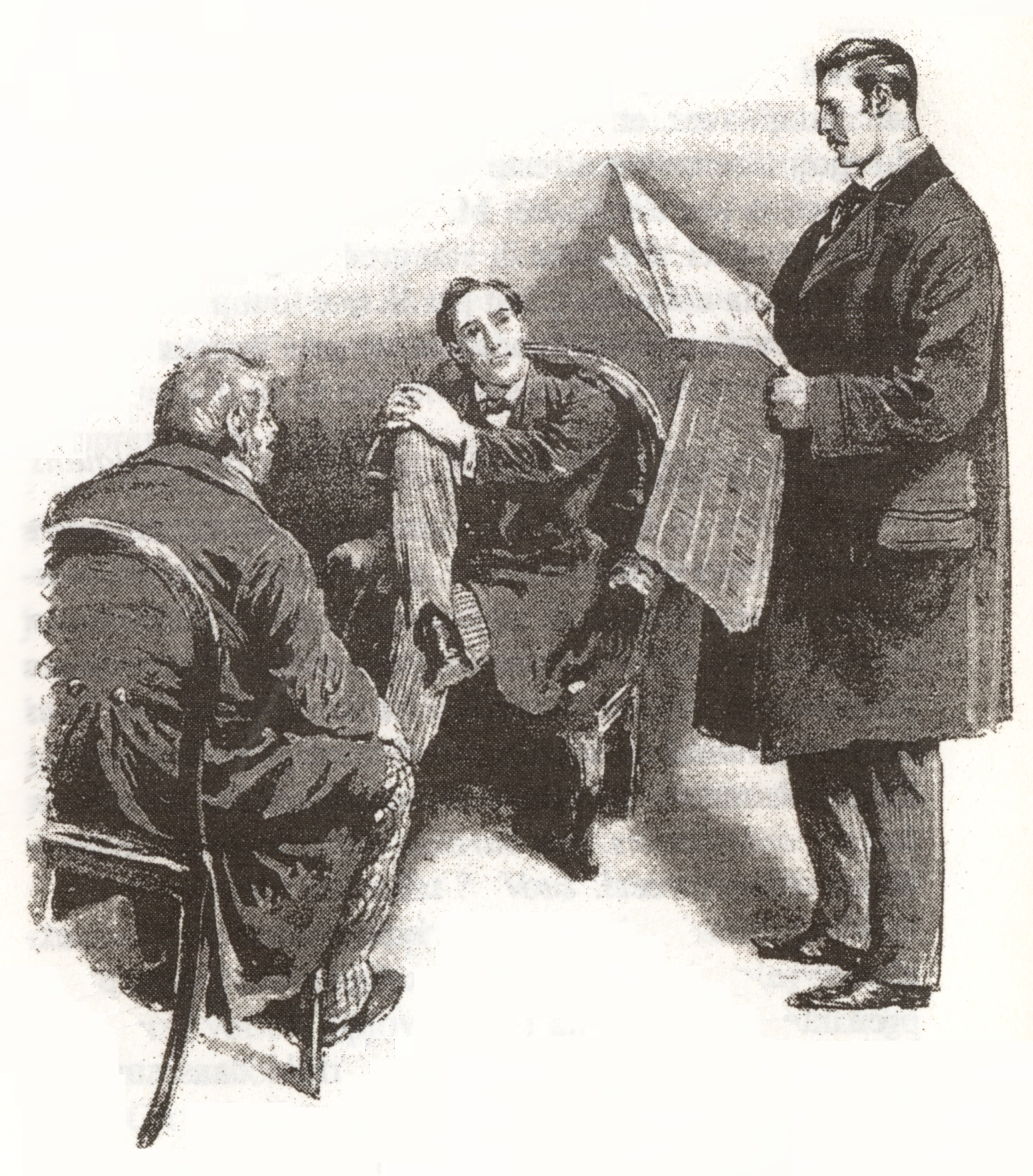
Illustration der Erstausgabe 1891 von Sydney Paget: Watson studiert die Zeitungsanzeige der Liga

The Red-Headed League oder The Adventure of the Red-headed League ist eine Sherlock-Holmes-Kurzgeschichte von Sir Arthur Conan Doyle, die erstmals im August 1891 im Strand Magazine erschien und von Sidney Paget illustriert wurde. Die Geschichte wurde im Oktober 1892 in den Sammelband The Adventures of Sherlock Holmes (dt. Die Abenteuer des Sherlock Holmes) aufgenommen. Deutsche Übersetzungen wurden unter verschiedenen Titeln wie beispielsweise Der Bund der Rothaarigen oder Die Liga der Rotschöpfe veröffentlicht.
In dieser zweiten Erzählung Doyles mit der Detektivfigur des Sherlock Holmes als Hauptperson geht es um die Aufklärung der mysteriösen Aktivitäten einer sogenannten Liga der Rotschöpfe und die Verhinderung eines geplanten Verbrechens.

## Handlung

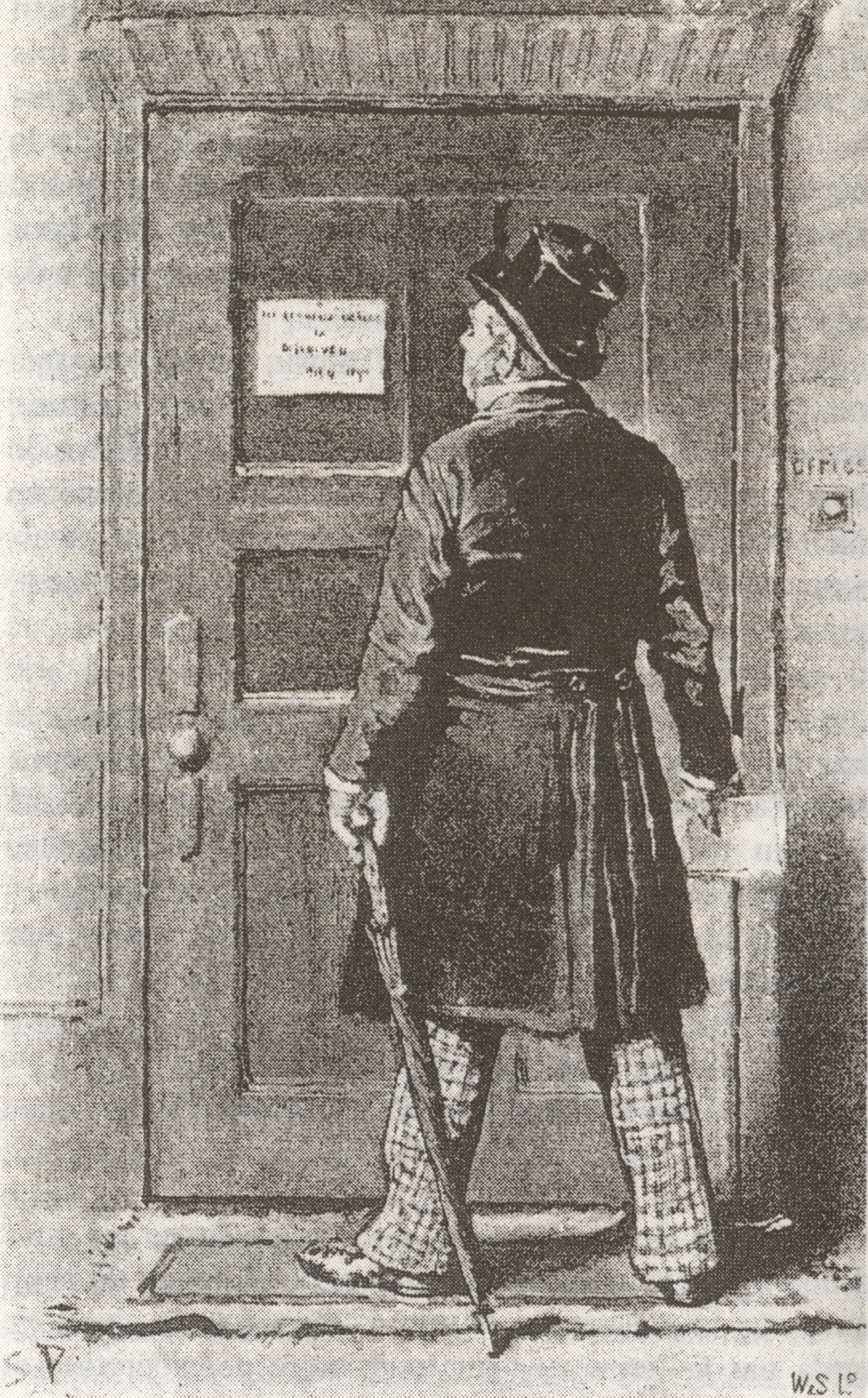
Illustration der Erstausgabe 1891 von Sydney Paget: Ein Türschild verkündet die Auflösung der Liga

An einem Herbstnachmittag im Jahre 1890 sucht Dr. Watson, der Ich-Erzähler der Geschichte, seinen Freund, den bekannten Privatdetektiv Sherlock Holmes, in dessen Wohnung auf. Holmes hat bereits einen Gast namens Jabez Wilson mit auffällig flammend rotem Haar, der seinen Rat benötigt und sein Interesse an einem interessanten Fall geweckt hat.
Im Beisein Watsons berichtet der Besucher von dem seltsamen Geschehen, das er in den letzten acht Wochen erlebt hat. Wilson, ein Freimaurer und ehemaliger Schiffsschreiner, wie Holmes herausfand, betreibt am Saxe-Coburg Square in London eine kleine Pfandleihe unweit der City, deren Geschäfte allerdings nicht besonders gut laufen. Seinen früheren Angestellten musste er daher kündigen. Seit etwa drei Monaten beschäftigt er nur noch einen Gehilfen namens Vincent Spaulding, der bereit ist für den halben Lohn zu arbeiten, um - wie er sagt - den Beruf des Pfandleihers zu erlernen. Spaulding ist geschäftlich durchaus gewandt, verbringt allerdings viel Zeit im Keller, um dort seinem Hobby nachzugehen und Fotos zu entwickeln.
Zwei Monate vor seinem Erscheinen bei Holmes, angeblich am 27. April 1890, wird Jabez Wilson von seinem Angestellten auf eine Zeitungsanzeige im Morning Chronicle aufmerksam gemacht, in der die Liga der Rotschöpfe eine freie Stelle ausschreibt. Für eine einfache Nebentätigkeit von wenigen Stunden am Tag wird eine hohe Vergütung geboten. Bewerben können sich alle Londoner mit feurig rotem Haar. Wie Spaulding zu berichten weiß, wurde die Liga von einem amerikanischen Millionär, dem rothaarigen Sonderling Ezekiah Hopkins, gegründet. Dieser habe seine Jugend in London verbracht und wolle mit seiner Stiftung bedürftigen rothaarigen Männern in seiner alten Heimat eine Wohltat erweisen.
Auf Drängen seines Angestellten und in dessen Begleitung bewirbt sich Jabez Wilson im Büro der Liga am Pope’s Court in der Fleet Street auf die Stelle. Trotz einer großen Anzahl von Mitbewerbern bietet Duncan Ross, der Londoner Leiter der Liga, nach einem kurzen Bewerbungsgespräch Wilson als einzigem die Stelle an. Er erhält den Auftrag, montags bis freitags jeweils von 10 bis 14 Uhr die Encyclopædia Britannica abzuschreiben. Während dieser Zeiten darf er seinen Arbeitsplatz auf keinen Fall verlassen; der Wochenlohn von vier Pfund wird jeden Samstag ausgezahlt.
Wilson willigt ein, da die Geschäfte in seiner Pfandleihe hauptsächlich in den Abendstunden getätigt werden und Spaulding ihn in seiner Abwesenheit vertreten kann.
Acht Wochen lang erfüllt Wilson seinen Auftrag zur Zufriedenheit seines Arbeitgebers und erhält dafür jeden Samstag von Duncan Ross vier goldene Pfundstücke. Am Morgen des 9. Oktober 1890 findet Jabez Wilson jedoch an seiner Arbeitsstätte ein Schild vor, das die Auflösung der Liga verkündet. Seine weiteren Nachforschungen bleiben erfolglos; weder die Liga noch Duncan Ross scheinen zu existieren.
Wilson fühlt sich düpiert und bittet Holmes um eine Auflösung des rätselhaften Geschehens. Dieser ist sich sicher, die mysteriöse Angelegenheit in Kürze aufklären zu können. Zuvor möchte er allerdings noch Genaueres über den Angestellten Wilsons erfahren.

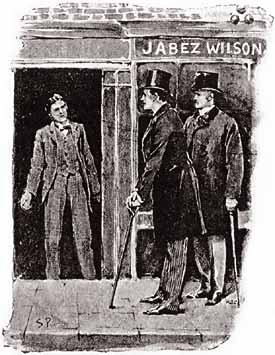
Illustration der Erstausgabe 1891 von Sydney Paget: Holmes und Watson nehmen die Pfandleihe in Augenschein

Nach einer guten Stunde des Nachdenkens schlägt Holmes seinem Freund Watson vor, noch an diesem Samstagnachmittag ein Konzert des berühmten Geigers Sarasate in der St. James Hall zu besuchen. Vor dem Konzertbesuch begeben sich beide zu der Pfandleihe am Saxe-Coburg Square, wo Holmes den Gehweg vor Wilsons Geschäft mit seinem Stock mehrmals abklopft. Außerdem wechselt er einige Worte mit dem Angestellten des Pfandleihers, ohne sich zu erkennen zu geben. Ebenso führt er Watson zur Rückseite des Gebäudes, um sich ein Bild von den Örtlichkeiten zu machen und die dahinter liegenden Teile zu ergründen. Sodann verweilt Holmes kurze Zeit an einer Straßenecke, wo er sich als Gedächtnisübung die Reihenfolge der Häuser einprägen will. Beiläufig gibt er Watson den Hinweis, dass der vermeintlich so geschickte Gehilfe des Pfandleihers ein furchtbarer Mensch sei, der vielleicht einen verwegenen Streich plane.

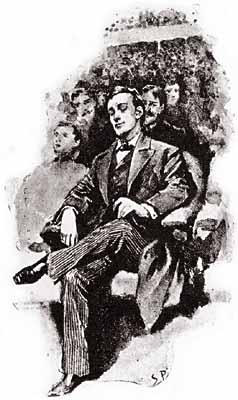
Illustration der Erstausgabe 1891 von Sydney Paget: Holmes während des Konzertbesuchs in der St. James Hall

Nach dem Besuch des Konzerts erklärt Holmes, er müsse noch einige Dinge erledigen, da sich die Angelegenheit am Coburg Square noch am Abend zuspitzen werde. Er bittet Watson, sich um zehn Uhr abends in seiner Wohnung in der Baker Street mit einem geladenen Revolver einzufinden; die Situation könne gefährlich werden. Obwohl Watson die Gedankengänge seines Freundes nicht nachvollziehen kann, weiß er aus Erfahrung, dass Holmes nie unüberlegt handelt.
Als Watson abends in der Wohnung des Detektivs eintrifft, erwartet Holmes ihn zusammen mit dem Scotland-Yard-Beamten Peter Jones und Mr. Merryweather, dem Direktor der City and Suburban Bank. Holmes verkündet, dass sie noch in dieser Nacht den lang gesuchten, äußerst intelligenten Schwerverbrecher John Clay ergreifen würden.

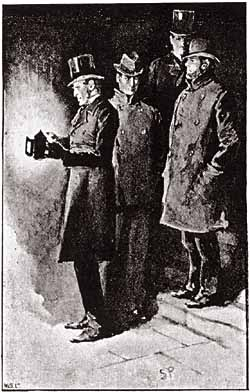
Illustration der Erstausgabe 1891 von Sydney Paget: Die Täter werden erwartet

Gemeinsam begeben sich die vier zu den Geschäftsräumen der City and Suburban Bank, in der zurzeit größere Mengen französischen Goldes gelagert werden, und verschanzen sich in der Stahlkammer im Keller der Bank. Nachdem sie eine Stunde im Dunkeln gewartet haben, beginnt jemand von unten den Boden aufzubrechen. Es erscheinen zwei Einbrecher, Spaulding und ein Komplize, die einen Tunnel in den Tresorraum gegraben haben. Holmes ergreift den einen Täter, der andere kann von den Polizeibeamten gefasst werden, die Jones am anderen Ende des Tunnels postiert hat.

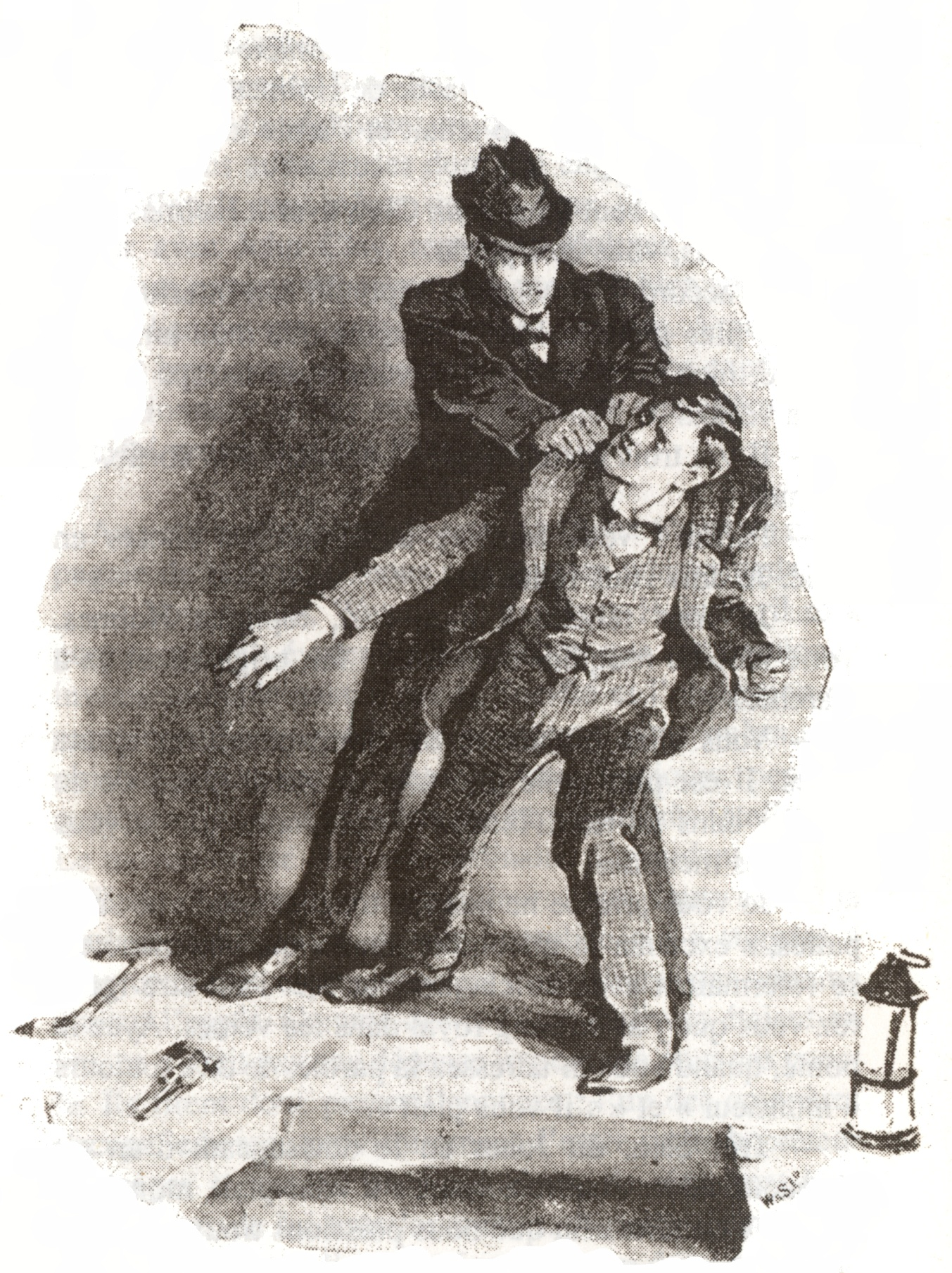
Illustration der Erstausgabe 1891 von Sydney Paget: Holmes ergreift John Clay

Einige Stunden später klärt Holmes in seiner Wohnung Watson über die Hintergründe des Geschehens und seine Ermittlungsarbeit auf. Er hegte von Anfang an die Vermutung, dass hinter der gesamten Geschichte der Liga der Rothaarigen nur ein Versuch steckte, den nicht sonderlich aufgeweckten Wilson täglich für einige Stunden aus dem Haus zu locken. Da es im Haus jedoch nichts gab, das einen solchen Aufwand rechtfertigen würde, musste es sich um etwas in der Nähe handeln. Die Vorliebe Spauldings, immer wieder längere Zeit im Keller zu verschwinden, lenkte Holmes’ Aufmerksamkeit auf ein Vorhaben im Keller, das einen längeren Zeitraum der Vorbereitung erforderte. Sein Verdacht fiel auf den Bau eines Tunnels. Bei der Besichtigung vor Ort konnte er sich von der Richtigkeit seiner Hypothese überzeugen, als er Spuren des Grabens an den Hosenknien Spauldings fand und feststellte, dass die City and Suburban Bank unmittelbar an die Pfandleihe angrenzt.
Die Auflösung der Liga der Rothaarigen zeigte, dass Wilsons Abwesenheit nicht mehr erforderlich, der Tunnel also vollendet war. Da eine Entdeckung drohte und der Goldbestand aus der Bank fortgeschafft werden konnte, stand der Einbruch in den Tresorraum unmittelbar bevor. Der Samstag gewährte den beiden Kriminellen zudem zwei Tage zur Flucht, so dass Holmes an diesem Abend mit dem Einbruch rechnete.

## Interpretationsansatz
Die Kurzgeschichte beginnt wie nahezu alle anderen Holmes-Geschichten mit einer rituellen Eröffnungsszene in Holmes’ Wohnung in der Baker Street. Nach einer kurzen Vorstellung der Figuren durch den Erzähler liefert Holmes eine Kunstprobe seiner außergewöhnlichen Fähigkeiten und charakterisiert damit zugleich sich selbst. In einer Art von „Beobachtungswettstreit“ möchte Watson diesmal dem bewunderten Freund nicht nachstehen und konzentriert sich in seinen Beobachtungen auf den neuen Klienten, den beleibten Pfandleiher Jabez Wilson mit den auffällig roten Haaren, um aus dessen äußerem Erscheinungsbild weitergehende Rückschlüsse zu ziehen. Bei seiner genaueren Betrachtung des neuen Klienten kann Watson außer den flammend roten Haaren und einem Ausdruck von Verdruss aber nichts Bemerkenswertes feststellen; Wilson erscheint ihm als ganz gewöhnlicher Durchschnittsmensch, der – nach seinem Aussehen zu urteilen – vermutlich dem Kaufmannsstand angehört.
Auch Holmes will nur wahrgenommen haben, was offenkundig ist; seine Schlussfolgerungen sind jedoch wesentlich detaillierter und erstaunlicher. So bemerkt er, dass Wilson lange Zeit als Handarbeiter tätig war, ein Freimaurer ist, in China gelebt und kürzlich sehr viel geschrieben hat. Der Klient bestätigt Holmes’ Wahrnehmungen; Watson und er sind frappiert und fragen sich, wie Holmes all dies allein aus dem Äußeren ableiten konnte, ohne ein Hellseher zu sein. Holmes erläutert daraufhin seine Entdeckungen als einfache Deduktionen aus präzise beobachteten Einzelheiten, gelegentlich verbunden mit einem Rückgriff auf sein umfangreiches Spezialwissen. So deuten beispielsweise die durchgeriebene Falte und der Fleck an Wilsons rechtem Ellbogen auf seine kürzlich verrichtete Schreibarbeit.
In Kurzform demonstriert die Eröffnungsszene damit den typischen gedanklichen Ablauf der Ermittlungstätigkeit von Holmes, der sich an späterer Stelle in dieser Geschichte wiederholen wird und als Muster auch die übrigen Holmes-Erzählungen prägt. Holmes hat eine Vorliebe für das Bizarre und Absonderliche jenseits des gewöhnlichen Alltagslebens; das Außerordentliche findet er zumeist dort, wo andere nichts Außergewöhnliches feststellen können. Anschließend reduziert er das Ungewöhnliche wieder zum Normalen, das mit dem gesunden Menschenverstand erklärbar ist.
In dem Einleitungsteil werden zugleich die Erzählfiguren in dem Rätselspiel intellektuell und gesellschaftlich positioniert. Sherlock Holmes überragt mit seinen Geisteskräften alle übrigen Figuren. Obwohl Dr. Watson anders als der wenig aufgeweckte Klient, der kaum etwas versteht, keinesfalls begriffsstutzig ist, ist er Holmes stets unterlegen. Auch der Leser nimmt in dem Rätsel eine bestimmte Position ein: Er wird angeregt, sich mit Holmes zu identifizieren und sich an dessen Lösungswegen zu beteiligen. Dabei wird ihm suggeriert, dass er mehr sehen oder begreifen könne als Watson.
Tatsächlich kann der Leser jedoch nicht weiterkommen als Watson, da ihm von dem Ich-Erzähler nur das mitgeteilt wird, was dieser beobachtet hat. Vor der Auflösung des Falles hält sich Watson, der im Rückblick zwar ein allwissender Erzähler ist, streng an die eingeschränkte Perspektive des erlebenden Ichs. So schildert er dem Leser in der Eröffnungsszene zunächst Holmes’ Schlussfolgerungen und erst anschließend die Detailbeobachtungen, auf denen sie beruhen. Holmes’ Identifizierung des Pfandleihers als Freimaurer wird in erster Linie zu einer überraschenden und bemerkenswerten detektivischen Leistung, weil der Leser erst nachträglich erfährt, dass Holmes dies aus einer Anstecknadel mit den freimaurerischen Symbolen von Zirkel und Winkelmaß abgelesen hat.
Auf gesellschaftlicher Ebene haben Holmes und Watson vieles gemeinsam; trotz ihrer Vorliebe für das Unkonventionelle halten sich beide als gentlemen an den Verhaltenskodex ihres sozialen Standes. Beide gehören der akademischen Berufsgruppe der professional people an, Watson als Arzt und Holmes als mit wissenschaftlichen Methoden arbeitender Detektiv und Vertreter der science of detection. Ihr Berufs- und Standesethos verpflichtet sie dazu, nicht vorrangig für Geld zu arbeiten, sondern ihre Dienste anderen auch uneigennützig zur Verfügung zu stellen. So verlangt beispielsweise Holmes von der Bank, die er vor einem größeren Schaden bewahrt hat, nur die Erstattung seiner Unkosten, nicht aber ein Honorar. Am Ende bezeichnet ihn Watson, der selber häufig ohne eigenen Vorteil tätig ist, ausdrücklich als „Wohltäter der Menschheit“ (benefactor of the race).
In ihrem strukturellen Aufbau gliedert sich die Erzählung in eine Abfolge ritueller Szenen. Nach der Eröffnungsszene folgt die Präsentation der Vorgeschichte des Falles durch den Bericht und die Befragung des Klienten. Dem Leser werden bereits im Anfangsteil durch Bemerkungen und Andeutungen von Holmes Verdachtsmomente geliefert. Mit der Liga kann etwas nicht stimmen und Spaulding, der Gehilfe des Pfandleihers, muss irgendwie in die Sache verwickelt sein. Zugleich wird durch die immer knapper und kryptischer werdenden Äußerungen von Holmes ersichtlich, dass der Detektiv dem Leser wie auch Watson inzwischen in der Aufklärung des Falles weit voraus ist. Holmes lässt durchscheinen, dass er weiß, wer sich tatsächlich hinter Spaulding verbirgt, und dass es um mehr als einen harmlosen Scherz auf Kosten des unbedarften Pfandleihers geht.
In dem nachfolgenden Intermezzo raucht Holmes suggestiv seine Pfeife und denkt nach, wobei Watson zuschaut. Nach der Denkpause hat Holmes das „Drei-Pfeifen-Problem“ im Kopf gelöst. Mit der anschließenden Ortsbesichtigung folgt ein narratives Element, das in den Detektivgeschichten nicht fehlen darf. Diese Ortsbegehung hat dabei eine doppelte Funktion: Zum einen ist sie ein wichtiger Teil der Rätsellösung, zum anderen vermittelt sie Eindrücke vom viktorianischen London, die zur weiteren Unterhaltung des Lesers beisteuern. Die Erzählspannung wird aufrechterhalten, indem Holmes in der Bestätigung seiner Hypothesen und der Auflösung des Falles entscheidend weiterkommt, Watson und der Leser dies jedoch noch nicht nachvollziehen können. Holmes’ Verhalten und seine Andeutungen werden damit selber zunehmend zu einem Teil des Rätsels.
Je unklarer der Fall für Watson und damit für den Leser erscheint, umso mehr häufen sich Holmes’ Ankündigungen, dass der Höhepunkt und die Aufklärung unmittelbar bevorstehen. Die geistigen Prozesse der detektivischen Ermittlungsarbeit werden damit in erzählbare Handlungen umgesetzt, in denen die gedankliche Analyse der Vergangenheit zum Ausgangspunkt für das gegenwärtige Handeln wird.
Die Lösung des Rätsels besteht aus zwei Teilen: Die Szene am Tatort dient hauptsächlich der zusätzlichen Erzeugung und nachfolgenden Auflösung von Spannung; so erfordert beispielsweise die Gefährlichkeit der sich zuspitzenden Situation die Mitnahme eines geladenen Revolvers. Nach der endgültigen Aufklärung des Verbrechens am Tatort wird in einem Schlussteil in Holmes’ Wohnung in der Baker Street im reflektierenden Rückblick die vollständige Antwort auf alle vorher sich stellenden Fragen gegeben.
Damit wird die Lösung für den Leser, der kurz zuvor noch im Dunkeln tappte, plausibel und annehmbar gemacht. Holmes baut seine schlüssig und einleuchtend wirkende Indizienkette aus Gliedern auf, die allesamt im Erzählbericht – teilweise sogar an auffälliger Stelle – erwähnt wurden und dem Leser bekannt sind.
Für den Leser waren die Spuren oder Indizien allerdings bis zu diesem Punkt nicht für einen eigenen Lösungsversuch verwertbar, da entweder eine letzte Teilinformation fehlte oder in einen irreführenden Kontext eingebettet wurde.
Diese Erzählstrategie der irreführenden oder ablenkenden Kontextualisierung zeigt sich deutlich an dem Beispiel der City and Suburban Bank. So erscheint es im Rückblick sehr naheliegend, einen Zusammenhang zwischen den wochenlangen Aktivitäten des eh schon verdächtigen Spaulding im Keller der Pfandleihe und der angrenzenden Bank zu vermuten. Eine derartige Vermutung wird jedoch im Erzählverlauf für den Leser durch verschiedene Sperren verhindert. Der Standort der Pfandleihe und die Straße mit der Bank werden im Erzähltext nicht unter dem Gesichtspunkt der räumlichen Nähe, sondern stattdessen unter dem Aspekt eines krassen Gegensatzes thematisiert. Zudem wird die Beschreibung der Geschäftsstraße nicht als Bestandteil der Besichtigung des Tatortes präsentiert, sondern als reine Gedächtnisübung von Holmes, der sich vor dem Konzertbesuch zur Entspannung seinem topografischen Steckenpferd widmet. Selbst in diesem Kontext wird die Aufmerksamkeit des Lesers nicht auf die Bank als einzelnes Gebäude gerichtet, sondern durch die Aufzählung der verschiedenen Geschäfte und Häuser in der Straße zusätzlich abgelenkt.
Erst bei der endgültigen Aufklärung wird die falsche Kontextualisierung durch die richtige und unmittelbar einleuchtende ersetzt, die sich jetzt als Teil eines Ganzen erweist.

## Conan Doyles London als Schauplatz
Die Geschichte ist in einem viktorianischen London angesiedelt, das Doyle aus einer Verzahnung von realen und fiktiven Örtlichkeiten konstruiert. Durch die ausdrückliche Benennung von tatsächlich existierenden Straßennamen und Stadtteilen, in denen die fiktiven Schauplätze der Geschichte eingebettet sind, versucht Doyle, beim Leser eine hinreichend anschauliche sowie detaillierte Vorstellung von der Gegend zu erzeugen, in der der Fall spielt.
Das Ganze führt zu dem Bild einer Stadt, die vorwiegend durch die soziale Verschiedenheit der einzelnen Stadtteile geprägt ist. Die Baker Street, in der Holmes wohnt, zeigt sich als neutraler, bürgerlicher Ort, der weder zu den alten Stadtvierteln noch zu den neueren Vorstädten gehört. Die Straße galt für die zeitgenössischen Leser Doyles weder als arm noch als reich, als nicht sonderlich ruhig, aber gut an den Verkehr angeschlossen. In der Fiktionswelt der Sherlock-Holmes-Geschichten eignet sich die Baker Street daher gut als Ausgangspunkt für Erkundungsfahrten und Tatortbesichtigungen in anderen Stadtteilen und sozialen Milieus.
Durch die Verknüpfung der fiktiven Tatorte und Schauplätze mit in der Nähe gelegenen realen Fixpunkten werden die imaginären Schauplätze konkretisiert. Holmes wohnt in einer real vorhandenen Straße, jedoch in dem Haus Nummer 221 B, das es in der Realität nicht gibt.
Die Räume der Liga der Rothaarigen befinden sich an einem fiktiven Pope’s Court, der hinter der berühmten Fleet Street liegen soll. Auch die Besichtigung der Pfandleihe führt von dem realen Ausgangspunkt Aldersgate, einer Station der Londoner U-Bahn im Grenzbereich von City und East End, nach einem kurzen Gang zu dem imaginären Saxe-Coburg Square. Dieser Platz wird dann vorwiegend aus sozialer Perspektive als schäbig und heruntergekommen beschrieben: „Es war ein kleiner, düsterer Platz, der einst bessere Tage gesehen haben mochte; auf allen vier Seiten umgaben ihn dunkle zweistöckige Häuser, und in der Mitte lag ein eingezäunter Grasplatz, auf dem mehrere Lorbeerbüsche im Kampf mit der rauchgeschwängerten, nebeligen Luft ein kümmerliches Dasein führten“ (“We travelled by the Underground as far as Aldersgate; and a short walk took us to Saxe-Coburg-square, the scene of the singular story which we had listened to in the morning. It was a poky, little, shabby-genteel place, where four lines of dingy two-storied brick houses looked out into a small railed-in enclosure, where a lawn of weedy grass, and a few clumps of faded laurel bushes made a hard fight against a smoke-laden and uncongenial atmosphere”).
Auf ihrem Erkundigungsgang gehen Watson und Holmes nur eine Straßenecke weiter und gelangen in einen gänzlich anderen Bereich, eine der Hauptverkehrsadern der Stadt mit edlen Läden und eindrucksvollen Geschäftsgebäuden (“the line of fine shops and stately business premises”), deren Belebtheit emphatisch beschrieben wird: „Als wir um die Ecke des stillen Platzes bogen, bot sich uns ein völlig anderer Anblick dar. Wir befanden uns in einer der Hauptadern des geschäftlichen Lebens. Auf dem Fahrweg flutete der Verkehr in einer doppelten Strömung hin und her, und auf den Seitenwegen wimmelte das eilige Heer der Fußgänger wie die Ameisen“ (“The road in which we found ourselves as we turned round the corner from the retired Saxe-Coburg-square presented as great a contrast to it as the front of a picture does to the back. It was one of the main arteries which convey the traffic of the City to the north and west. The roadway was blocked with the immense stream of commerce flowing in a double tide inwards and outwards, while the footpaths were black with the hurrying swarm of pedestrians”).

## Wirkungsgeschichte
The Red-Headed League ist nach  A Scandal in Bohemia eine der beiden ersten Kurzgeschichten, die Conan Doyle als bislang erfolgloser Schriftsteller und Augenarzt ohne Patienten im Strand Magazine veröffentlichen konnte. Nach dem Erscheinen im Sommer 1891 in dieser neuen renommierten Zeitschrift wurde Doyle, dessen vorangegangene Veröffentlichungen (unter anderem zwei längere romanartige Erzählung über Holmes und Watson) auf wenig Resonanz gestoßen waren, in kürzester Zeit zu einem berühmten und hochbezahlten Autor.
Mit dieser Geschichte legte Doyle die Grundlagen für den Ausbau des Genres der klassischen Detektivgeschichte zu einem literarischen Erfolgsmodell. Als echte Spannungsgeschichte enthält The Red-Headed League alle wesentlichen Funktions- und Wirkungselemente der Detektivgeschichte: Der Figur des überragenden, genialen, exzentrischen und stets erfolgreichen Detektivs wird eine Begleitfigur an die Seite gestellt, die als Erzähler fungiert. Ein anfangs äußerst rätselhafter und mysteriöser Fall wird am Ende auf eine zugleich überraschende und einleuchtende Weise vollständig analytisch aufgeklärt. Zugleich ermöglicht die Erzählung dem Leser Einblicke in eine soziale Welt, die interessant erscheint.
Doyle hat allerdings diese gattungsspezifischen Elemente nicht selbst erfunden oder von Anfang an entwickelt, sondern vor allem Vorgefundenes übernommen, insbesondere von seinem erklärten Vorbild Edgar Allan Poe, der in seinen drei Dupin-Geschichten bereits den Prototypus der Gattung ausgeprägt hatte.
Die Leistung Doyles besteht darin, die Detektivgeschichte zu einem Serientext gemacht zu haben. Jeder Einzeltext mit der Hauptfigur des Sherlock Holmes bietet eine neue, in sich abgeschlossene Geschichte, die jedoch gleichzeitig an die vorangegangenen Erzählungen anschließt und dem Leser die Wiederbegegnung mit bekannten und beliebten Hauptfiguren, Schauplätzen oder Handlungsmustern ermöglicht.
Damit entsteht in Doyles Detektivgeschichten ein literarisches Schema für ein kurzweiliges Rätsel- und Erzählspiel, das immer wieder variiert und nahezu unbegrenzt wiederholt werden kann. Die Handlung kann, wie hier, eher einfach gestaltet werden oder auch kompliziertere Fälle und Ereignisse enthalten; ebenso können die sozialen Milieus oder die Anzahl und Art der in den Fall verwickelten Personen verändert werden; die Aufmerksamkeit des Lesers kann stärker auf die exzentrischen Eigenarten des Detektivs oder die Rätselhaftigkeit des Falles gelenkt werden.
Gleichbleibend sind die Regeln und Modalitäten des Spiels, die dem Doyleschen Schema seine literaturgeschichtliche Bedeutung verleihen: Die Erzählstruktur der Geschichten mit ihrer spezifischen Form der Verrätselung und überraschenden Auflösung am Ende entspricht der Intention, den Leser durch Ablenkung vom Alltag zu unterhalten.
In The Red-Headed League wird dieser Wunsch nach Ablenkung zu Anfang der Geschichte selber thematisiert. Holmes und Watson suchen nach Ablenkung vom „ledernen Einerlei des Alltagslebens“ (“the humdrum routine of everyday life”). Der neue Fall erfüllt dieses Bedürfnis und führt in Bereiche des scheinbar Bizarren und Absonderlichen weit jenseits der Normalität. Letztlich kann das Außergewöhnliche jedoch wieder mit den Mitteln des gesunden Menschenverstandes auf das Normale zurückgeführt werden. Die Alltagswelt ist am Schluss wiederhergestellt; Leser und Protagonist befinden sich am Ende der Geschichte wieder in der Ausgangssituation des Anfangs.

## Verfilmungen (Auswahl)
Die Kurzgeschichte lieferte mehrfach die Vorlage für filmische Adaptionen:
- 1921 wurde die Geschichte erstmals unter dem Titel The Red-Haired League als Teil einer Filmreihe mit Eille Norwood als Sherlock Holmes verfilmt.[13]
- 1951 wurde der Fall von der British Broadcasting Corporation (BBC) als Episode in einer Fernsehserie mit Alan Wheatley als Sherlock Holmes ausgestrahlt.[14]
- 1954 folgte eine gleichnamige Verfilmung als 11. Folge der amerikanischen Serie Sherlock Holmes mit Ronald Howard in der Titelrolle.[15] Die deutsche Fassung dieser Folge erschien unter dem Titel "Der Fall der rothaarigen Gentlemen".[16]
- 1965 wurde die Erzählung ein weiteres Mal für die BBC als vierte Episode einer Fernsehreihe mit Douglas Wilmer als Holmes verfilmt.[17]
- 1967 folgte eine Verfilmung für das deutsche Fernsehen als dritter Fall im Rahmen einer Holmes-Serie mit Erich Schellow als Titelfigur.
- 1985 von der privaten englischen Fernsehgesellschaft Granada Television mit größeren Änderungen im Geschehen verfilmt und als 12. Folge einer Sherlock-Holmes-Serie (mit Jeremy Brett) ausgestrahlt.
- 2000 wurden verschiedene Motive aus der Erzählung für die 16. Episode der Zeichentrickserie Sherlock Holmes in the 22nd Century genutzt.

## Vertonungen (Auswahl)
Im englischsprachigen Raum sind in der bibliografischen Datenbank von WorldCat Ende 2014 fast achtzig verschiedene Hörfassungen der Erzählung verzeichnet.
- Beispielsweise sendete die CBS im April 1977 im Rahmen ihrer Hörspielserie Radio Mystery Theater eine für den amerikanischen Rundfunk adaptierte Fassung von The Red-Headed League mit Kevin McCarthy als Sherlock Holmes.

Im deutschsprachigen Raum wurden ebenfalls zahlreiche Hörspiel- und Hörbuchfassungen produziert:
- 1947 wurde die Erzählung als Hörspiel vom Nordwestdeutschen Rundfunk mit Fritz Wagner und Manfred Steffen als Sprechern ausgestrahlt.
- 1965 produzierte der Saarländische Rundfunk eine Hörspielfassung mit Alexander Kerst und Heinz Leo Fischer als Sprechern.
- 1980 wurde die Geschichte als Hörspiel von Polyband mit Joachim Hansen und Mogens von Gadow als Sprechern veröffentlicht.
- 2005 veröffentlichte der der Argon Verlag eine Audiofassung mit Daniel Morgenroth als Sprecher.
- 2006 erschien die Erzählung als Hörbuch in der Box Die Abenteuer des Sherlock Holmes bei Radioropa, gelesen von Christian Poewe.
- 2008 wurde eine Hörspielfassung von Maritim veröffentlicht, mit Christian Rode und Peter Groeger.
- 2012 erschien die Geschichte als Hörbuch im Hörverlag, gelesen von Oliver Kalkofe.
- 2013 wurde die Erzählung in der Sammlung Die Abenteuer des Sherlock Holmes als Hörbuch-Download bei Audible publiziert, gelesen von Erich Räuker.
- 2014 erschien eine weitere Hörspielfassung von Titania Medien mit Joachim Tennstedt und Detlef Bierstedt als Sprechern.[19]

## Sekundärliteratur
- Ulrich Suerbaum: Arthur Conan Doyle: The Red-Headed League. In: Raimund Borgmeier (Hrsg.): Englische Short Stories von Thomas Hardy bis Graham Swift, Reclam-Verlag, Stuttgart 1999, ISBN 3-15-017509-7, S. 42–53.
- Ulrich Suerbaum: Krimi. Eine Analyse der Gattung. Reclam-Verlag. Stuttgart 1984, ISBN 3-15-010331-2.